# منطقه لا لیبرتاد
منطقه لا لیبرتاد (به اسپانیایی: La Libertad Region) یک منطقه در پرو است.
مساحت این منطقه  ۲۵۴۹۹٫۹ کیلومتر مربع و جمعیت آن ۱٬۶۱۷٬۰۵۰ نفر است.